# Cerodontha kambaitiensis
Cerodontha kambaitiensis este o specie de muște din genul Cerodontha, familia Agromyzidae, descrisă de Zlobin în anul 2001.
Este endemică în Myanmar. Conform Catalogue of Life specia Cerodontha kambaitiensis nu are subspecii cunoscute.